# Super Bowl XVI
Super Bowl XVI was de 16e editie van de Super Bowl, de American Football-finale tussen de kampioenen van de National Football Conference en de American Football Conference van 1981. De Super Bowl werd op 24 januari 1982 gehouden in de Pontiac Silverdome in Pontiac, Michigan. De San Francisco 49ers wonnen de wedstrijd met 26–21 tegen de Cincinnati Bengals en werden zo de kampioen van de National Football League.

## Play-offs
Play-offs gespeeld na het reguliere seizoen.
| Geplaatste teams | Geplaatste teams                      | Geplaatste teams                      | Geplaatste teams                        | Geplaatste teams                        |
| Plaats           | AFC                                   | AFC                                   | NFC                                     | NFC                                     |
| ---------------- | ------------------------------------- | ------------------------------------- | --------------------------------------- | --------------------------------------- |
| 1                | Cincinnati Bengals (Centraal-winnaar) | Cincinnati Bengals (Centraal-winnaar) | San Francisco 49ers (West-winnaar)      | San Francisco 49ers (West-winnaar)      |
| 2                | Miami Dolphins (Oost-winnaar)         | Miami Dolphins (Oost-winnaar)         | Dallas Cowboys (Oost-winnaar)           | Dallas Cowboys (Oost-winnaar)           |
| 3                | San Diego Chargers (West-winnaar)     | San Diego Chargers (West-winnaar)     | Tampa Bay Buccaneers (Centraal-winnaar) | Tampa Bay Buccaneers (Centraal-winnaar) |
|                  | AFC Wild Card Game                    | AFC Wild Card Game                    | NFC Wild Card Game                      | NFC Wild Card Game                      |
| 4                | New York Jets                         | 27                                    | Philadelphia Eagles                     | 21                                      |
| 5                | Buffalo Bills                         | 31                                    | New York Giants                         | 27                                      |

|  | Divisional Play-offs       | Divisional Play-offs      |                             |    | NFC & AFC Championships | NFC & AFC Championships |  |  | Super Bowl XVI | Super Bowl XVI |
|  |                            |                           |                             |    |                         |                         |  |  |                |                |
|  |                            |                           |                             |    |                         |                         |  |  |                |                |
|  | Riverfront Stadium, 3 jan. |                           |                             |    |                         |                         |  |  |                |                |
|  |                            |                           |                             |    |                         |                         |  |  |                |                |
|  | Cincinnati Bengals         | 28                        |                             |    |                         |                         |  |  |                |                |
|  | Cincinnati Bengals         | 28                        | Riverfront Stadium, 10 jan. |    |                         |                         |  |  |                |                |
|  | Buffalo Bills              | 21                        |                             |    |                         |                         |  |  |                |                |
|  | Buffalo Bills              | 21                        | Cincinnati Bengals          | 27 |                         |                         |  |  |                |                |
|  | Miami Orange Bowl, 2 jan.  |                           | Cincinnati Bengals          | 27 |                         |                         |  |  |                |                |
|  |                            | San Diego Chargers        | 7                           |    |                         |                         |  |  |                |                |
|  | Miami Dolphins             | San Diego Chargers        | 7                           | 38 |                         |                         |  |  |                |                |
|  | Miami Dolphins             |                           | Pontiac Silverdome, 24 jan. | 38 |                         |                         |  |  |                |                |
|  | San Diego Chargers         | 41*                       |                             |    |                         |                         |  |  |                |                |
|  | San Diego Chargers         | 41*                       | Cincinnati Bengals          | 21 |                         |                         |  |  |                |                |
|  | Candlestick Park, 3 jan.   |                           | Cincinnati Bengals          | 21 |                         |                         |  |  |                |                |
|  |                            | San Francisco 49ers       | 26                          |    |                         |                         |  |  |                |                |
|  | San Francisco 49ers        | San Francisco 49ers       | 26                          | 38 |                         |                         |  |  |                |                |
|  | San Francisco 49ers        | Candlestick Park, 10 jan. |                             | 38 |                         |                         |  |  |                |                |
|  | New York Giants            | 24                        |                             |    |                         |                         |  |  |                |                |
|  | New York Giants            | 24                        | San Francisco 49ers         | 28 |                         |                         |  |  |                |                |
|  | Texas Stadium, 2 jan.      |                           | San Francisco 49ers         | 28 |                         |                         |  |  |                |                |
|  |                            | Dallas Cowboys            | 27                          |    |                         |                         |  |  |                |                |
|  | Dallas Cowboys             | Dallas Cowboys            | 27                          | 38 |                         |                         |  |  |                |                |
|  | Dallas Cowboys             |                           |                             | 38 |                         |                         |  |  |                |                |
|  | Tampa Bay Buccaneers       | 0                         |                             |    |                         |                         |  |  |                |                |
|  | Tampa Bay Buccaneers       | 0                         |                             |    |                         |                         |  |  |                |                |

* Na verlenging